# Jáchymov
Jáchymov (pronunciació en txec: [ˈjaːxɪmof]; en alemany: Thal originalment i més tard Sankt Joachimsthal o Joachimsthal; anglès : valley) és una ciutat termal txeca, situada al nord-oest de Bohèmia a una alçada de 733 m per sobre del nivell del mar. Pertany a la regió de Karlovy Vary, a la Vall de Sant Joachim (muntanyes metàl·liques d'Eslovàquia), prop de la frontera amb Alemanya. Dona nom a la jachymovita, un mineral radioactiu de la classe dels sulfats.

## Fills il·lustres
- David Funck (1630-1690), compositor i musicòleg.